# チア・キムター
チア・キムター（クメール語: ជា គឹមថា、英語: Chea Kimtha、1961年4月10日 - ）は、カンボジアの外交官、元駐日大使（2015年～2018年）、元外務次官（2020年～2021年）。フン・セン首相と同郷のコンポンチャム州出身。母国語のクメール語に加えて、英語とドイツ語に堪能。

## 経歴
プノンペンの高校を卒業した後、1979年に外務国際協力省に入省。1983年から1989年にかけて、ドイツ民主共和国（東ドイツ）のカール・マルクス大学（現・ライプツィヒ大学）に留学して社会学修士を取得。
1989年から1996年にかけてプノンペンで本省勤務、その傍らプノンペン大学（現・王立プノンペン大学）で英語学学士を取得している。
1996年から1999年にかけて、在ドイツ大使館で二等書記官。
1999年から2005年にかけて本省勤務。国務次官秘書、企画局部長、欧州局副局長、アジア1局副局長を歴任。
2005年から2010年にかけて、駐日大使館で公使参事官。
2011年から2015年にかけて本省勤務。国際協力局局長、アメリカ局局長、メコン協力局局長を歴任。
2015年から2018年にかけて、駐日特命全権大使。
2018年から2020年にかけて、アジア太平洋局局長。
2020年から2021年にかけて、外務国際協力省次官。